# 山沖之彦
山沖 之彦（やまおき ゆきひこ、1959年7月26日 - ）は、高知県幡多郡黒潮町出身の元プロ野球選手（投手）・野球指導者、野球解説者。

## 経歴

### プロ入り前
中学校ではバスケットボール部に所属。すぐにレギュラーとなったが「練習がきつくて」2年生時に野球部に移るも、活躍はできなかった。野球を続ける気はなかったが、進学先の中村高校で熱心に勧誘され、入部するとたちまち頭角を現す。1977年の春の選抜にエースとして出場（チームメンバー12名で「二十四の瞳」と称された）。1回戦第1試合で戸畑高を完封し波に乗る。準々決勝では天理高の福家雅明に投げ勝った。決勝まで勝ち進み、石井雅博や上川誠二のいた箕島高と対戦。左腕エース東裕司（三菱自動車水島）と投げ合うが0-3で完封を喫し、準優勝にとどまった。
卒業後は専修大学に進学。東都大学野球リーグでは、エース堀田一彦らとともに、中尾孝義とバッテリーを組み1978年春季リーグに優勝する。しかし翌1979年は堀田、中尾らが卒業し春季リーグ最下位、一転して二部リーグに降格する。同期の見形仁一投手との二本柱で、低迷するチームを立て直し、1980年春季リーグ二部優勝で最優秀投手。入替戦で国士舘大を降し、一部に復帰する。一部でも1981年秋季リーグに優勝、7勝3敗の好成績で、最高殊勲選手、最優秀投手、ベストナインに選ばれた。同年の明治神宮野球大会は、決勝で法大に敗れ準優勝。同年には日米大学野球選手権大会日本代表に選出される。一部リーグ通算53試合登板、22勝22敗、防御率2.29、232奪三振。
1981年のドラフト会議で阪急ブレーブスから1位指名を受けて入団した。

### プロ野球選手時代
1982年の開幕戦、7-6での8回1死一・二塁の場面で初登板、1点リードを守りきり、セーブを記録。5月以降は先発投手の一角として定着、防御率3点台で規定投球回を達成するも7勝15敗と大きく負け越したが、山田久志・今井雄太郎らの後継となる若手の主力投手を欲していた上田利治監督は辛抱強く山沖を起用し続けた。山沖は「新人がそれだけ勝てなくて使ってもらえるなんて珍しい」と語っている。
1983年には勝敗がほぼ逆転し15勝8敗を記録、14勝の山田を上回り「阪急のエースはヤマはヤマでも山田でなく山沖」とまでいわれるほどになり、防御率も3点台前半と向上した。ちなみにこの年の8月31日、西宮球場における対ロッテオリオンズ戦において、落合博満に通算100号のメモリアルアーチを打たれている。
1984年には抑えの切り札としてリーグ優勝に貢献した。もともと阪急の抑えは故障から復帰した佐藤義則が務めていたが、その佐藤が一時期調子を落としたときに上田監督に「ヨシ（佐藤）の調子が戻るまで抑えをやってくれんか」と頼まれリリーフに回ったが、調子を戻した佐藤はそのまま先発ローテーションに定着してしまい、結局山沖が最後までリリーフエースを務めることとなった。もともと山沖は先発完投にこだわりを持っており、山沖だけでなく山田、今井、佐藤らも同様のこだわりを持っていたため抑えはあまり目立つ立場ではなく、「あまりいい思い出はない」「抑えだし、つまんなかった（笑）」と心情を吐露している。
1987年は先発の中心として活躍、リーグ最多勝を挙げた。特にシーズン終盤は中2日、中3日、中4日で登板しいずれも完投して上田監督の期待に応え、驚異的な活躍を見せたが、西武ライオンズとの最後の首位攻防戦で東尾修との対戦に0-2で敗れ山沖もチームも力尽きた。
1988年はその反動で7勝12敗と成績が伸びなかった。山沖は「1年頑張ると1回休憩が入る投手だったから、上田監督も物足りなかっただろう」と苦笑している。
1989年からは2年連続で2桁勝利。右のエースとして左のエース星野伸之と並んで活躍した。直球の球速は最速で145 km/h前後、平均球速は130 km/h台中盤と決して速くはなかったものの、190 cmを超える長身から投げおろす角度のある球にはスピードガンに表れない威力があった。加えてフォークボールにも落差があり、これらを武器に打たせて取るスタイルであった。
1990年の上田監督勇退後は、後任の土井正三監督との確執が伝えられるなど、あまり活躍の場に恵まれなかった。わずか5試合の登板で1勝に終わった1993年は、FA宣言を仄めかすなど他球団への移籍を示唆したが、新任の山田久志投手コーチの説得により残留を決断した。
1994年、前半戦チームの主力投手の状態が上向かない中同じベテランの佐藤義則と共にチームを支えここ数年の首脳陣との対立で出番の無かっただけで力は衰えてないと印象をアピールしたが、主力投手の状態が上がるにつれ出番が減った事を不服としオフに活躍の場を求めてFA権を行使。ヤクルトスワローズや阪神タイガースと交渉した末、ヤクルトからは年俸5000万円（前年比1000万円増額）の契約条件を提示されたが、それ以上の好待遇を提示した阪神への入団を決意。同年12月3日に入団会見を行い、年俸7000万円、契約金1000万円（いずれも推定額）で、背番号は43に決まった。しかし、1995年春季キャンプ当初から右肩の違和感を訴え、同シーズンは一軍登板はなく、二軍（ウエスタン・リーグ）でも2試合に登板したのみで、同年10月6日に球団から戦力外通告を受ける。本人は現役続行を希望していたが、結局は同シーズン限りで現役を引退した。NPBでFA権を行使して国内他球団へ移籍した選手の中で、一軍公式戦に1試合も出場しないまま自由契約となった選手は山沖が初であった。

### 現役引退後
1996年からサンテレビとラジオ関西の野球解説者として活動。
2006年から2008年は古巣オリックスのコミュニティ課に勤めた。
現在はJ SPORTSで野球解説を続けている。
そのかたわら2003年から、NTT西日本硬式野球部の臨時投手コーチも務めている。
私生活ではチームが優勝した1984年に元宝塚歌劇団月組男役の白川亜樹と結婚。長女は元宝塚歌劇団宙組トップスターの芹香斗亜である。

## エピソード
- 作家の上林暁は母方のおばの夫のいとこにあたる[15]。
- 阪急は1981年のドラフト会議で当初、阪急電鉄[16]沿線に住んでいた金村義明を1位指名したが、近鉄バファローズとの抽選に敗れ、チームの戦力状況に合わせて「外れ1位」を即戦力投手に切り替え、山沖が指名された。
- 1982年8月12日の近鉄戦で、山沖は偵察要員として「5番・指名打者」にスタメンで入っていた。ところが、この年から「先発の指名打者は相手チームの先発投手が降板した場合を除き、最低でも1打席を完了しなければならない」というルールが設けられたことを上田監督が忘れており、結局山沖は打席に立つ羽目になった（結果は三振）。「結局三振だったけど、1球振ってみたらファウル。併殺にならなくてほっとした」と本人は語っている[17]。なお指名打者制の導入後、パシフィック・リーグ主催の公式戦で投手が投手以外のポジションでスタメン出場し、実際に打席に立ったのはこの山沖のケースが最初である。
  - 1990年9月19日の日本ハムファイターズ戦では投手として打席に立ち、この時は四球を選んでいる。
- その巨体と風貌から、アンドレとあだ名された時期もあった。
- 1994年オフにFA宣言を行使するが、これは山沖曰く、オリックス側から行使を勧められたものであり、実質的な戦力外であった。FA宣言した際、ヤクルトスワローズの野村克也監督から熱心に誘われ、一時はヤクルト入団が確実視されたが、金銭面の条件が上回っていた阪神に入団した。
- 母校の中村高校は、第89回選抜高校野球大会において山沖の時から40年ぶりにして2度目の出場を果たし、山沖も「決まってほっとしたけれども、ほんとかな、という気持ち[18]」と母校の出場を喜び、「うれしいじゃなくて『おめでとう』だね。これまで40年前が最初で最後だったが、ようやく彼らにバトンタッチできた」「自分たちは夏に来られなかった。自分たちのできなかったことをやってほしい」と後輩を励ました[19]。3月20日に行われた1回戦（前橋育英戦）には当時監督だった市川幸輝のほか、山沖ら選手10人が集合。中村高校は1-5で前橋育英に惜しくも敗れたが「甲子園で中村を応援できると思わなかった。甲子園に帰らせてもらって感謝している[20]」「結果は残念だったが、40年前の仲間たちと再会できて幸せな一日だった。甲子園で『同窓会』を開かせてくれた後輩たちに感謝。次は自分たちにできなかった夏の甲子園出場を目指して[21]」とエールを送った。

## 詳細情報

### 年度別投手成績
| 年 度      | 球 団           | 登 板 | 先 発 | 完 投 | 完 封 | 無 四 球 | 勝 利 | 敗 戦 | セ 丨 ブ | ホ 丨 ル ド | 勝 率 | 打 者 | 投 球 回 | 被 安 打 | 被 本 塁 打 | 与 四 球 | 敬 遠 | 与 死 球 | 奪 三 振 | 暴 投 | ボ 丨 ク | 失 点 | 自 責 点 | 防 御 率 | W H I P |
| ---------- | --------------- | ----- | ----- | ----- | ----- | -------- | ----- | ----- | -------- | ----------- | ----- | ----- | -------- | -------- | ----------- | -------- | ----- | -------- | -------- | ----- | -------- | ----- | -------- | -------- | ------- |
| 1982       | 阪急 オリックス | 30    | 21    | 7     | 0     | 4        | 7     | 15    | 1        | --          | .318  | 694   | 163.2    | 149      | 14          | 63       | 8     | 6        | 106      | 1     | 1        | 76    | 70       | 3.84     | 1.30    |
| 1983       | 阪急 オリックス | 34    | 30    | 16    | 1     | 3        | 15    | 8     | 2        | --          | .652  | 980   | 233.0    | 217      | 23          | 79       | 3     | 8        | 143      | 1     | 1        | 98    | 90       | 3.48     | 1.27    |
| 1984       | 阪急 オリックス | 48    | 4     | 1     | 0     | 0        | 11    | 8     | 15       | --          | .579  | 561   | 131.2    | 119      | 18          | 50       | 1     | 5        | 121      | 6     | 0        | 68    | 60       | 4.10     | 1.28    |
| 1985       | 阪急 オリックス | 38    | 17    | 5     | 0     | 0        | 7     | 14    | 6        | --          | .333  | 612   | 139.2    | 143      | 27          | 57       | 5     | 1        | 61       | 3     | 0        | 95    | 75       | 4.83     | 1.43    |
| 1986       | 阪急 オリックス | 14    | 12    | 0     | 0     | 0        | 1     | 5     | 0        | --          | .167  | 241   | 52.0     | 65       | 7           | 28       | 1     | 1        | 42       | 0     | 0        | 37    | 34       | 5.88     | 1.79    |
| 1987       | 阪急 オリックス | 32    | 31    | 15    | 3     | 4        | 19    | 10    | 0        | --          | .655  | 981   | 245.1    | 230      | 22          | 38       | 2     | 3        | 155      | 7     | 1        | 78    | 75       | 2.75     | 1.09    |
| 1988       | 阪急 オリックス | 25    | 25    | 6     | 3     | 0        | 7     | 12    | 0        | --          | .368  | 622   | 142.2    | 166      | 26          | 47       | 0     | 0        | 73       | 6     | 0        | 86    | 79       | 4.98     | 1.49    |
| 1989       | 阪急 オリックス | 23    | 22    | 4     | 0     | 0        | 11    | 6     | 0        | --          | .647  | 543   | 124.1    | 137      | 17          | 40       | 1     | 1        | 70       | 6     | 0        | 81    | 73       | 5.28     | 1.42    |
| 1990       | 阪急 オリックス | 25    | 24    | 9     | 3     | 1        | 13    | 8     | 0        | --          | .619  | 751   | 182.2    | 167      | 20          | 48       | 1     | 2        | 123      | 4     | 0        | 83    | 76       | 3.74     | 1.18    |
| 1991       | 阪急 オリックス | 24    | 24    | 6     | 1     | 1        | 9     | 7     | 0        | --          | .563  | 654   | 155.2    | 170      | 13          | 40       | 1     | 1        | 77       | 3     | 0        | 58    | 57       | 3.30     | 1.35    |
| 1992       | 阪急 オリックス | 8     | 8     | 3     | 0     | 1        | 4     | 3     | 0        | --          | .571  | 232   | 56.2     | 58       | 5           | 9        | 0     | 1        | 25       | 2     | 0        | 23    | 23       | 3.65     | 1.18    |
| 1993       | 阪急 オリックス | 5     | 5     | 0     | 0     | 0        | 1     | 1     | 0        | --          | .500  | 114   | 28.2     | 23       | 1           | 8        | 0     | 0        | 14       | 0     | 1        | 7     | 6        | 1.88     | 1.08    |
| 1994       | 阪急 オリックス | 21    | 21    | 0     | 0     | 0        | 7     | 4     | 0        | --          | .636  | 454   | 108.0    | 107      | 16          | 39       | 0     | 2        | 41       | 2     | 0        | 53    | 51       | 4.25     | 1.35    |
| 通算：13年 | 通算：13年      | 327   | 244   | 72    | 11    | 14       | 112   | 101   | 24       | --          | .526  | 7439  | 1764.0   | 1751     | 209         | 546      | 23    | 31       | 1051     | 41    | 4        | 843   | 769      | 3.92     | 1.30    |

- 各年度の太字はリーグ最高
- 阪急（阪急ブレーブス）は、1989年にオリックス（オリックス・ブレーブス→オリックス・ブルーウェーブ）に球団名を変更

### タイトル
- 最多勝利：1回（1987年）
- 最多奪三振：1回（1983年）※当時連盟表彰なし、パシフィック・リーグでは、1989年より表彰
- 最優秀救援投手：1回（1984年）

### 表彰
- 月間MVP：1回（1987年9月）
- ファイアマン賞：1回（1984年）
- 日本シリーズ敢闘賞：1回（1984年）

### 記録
初記録
- 初登板・初セーブ：1982年4月4日、対近鉄バファローズ前期1回戦（阪急西宮球場）、8回表1死に3番手で救援登板・完了、1回2/3を無失点 ※新人投手の開幕戦セーブは史上初
- 初奪三振：同上、9回表にビクター・ハリスから
- 初先発・初勝利・初完投勝利：1982年5月7日、対西武ライオンズ前期7回戦（西武ライオンズ球場）、9回2失点
- 初完封勝利：1983年8月25日、対南海ホークス20回戦（阪急西宮球場）

節目の記録
- 1000投球回：1988年5月17日、対南海ホークス6回戦（大阪スタヂアム）、3回裏2死目に達成　※史上229人目
- 1500投球回：1991年7月9日、対ロッテオリオンズ14回戦（川崎球場）、6回裏1死目に達成　※史上131人目
- 100勝：1991年9月24日、対日本ハムファイターズ22回戦（グリーンスタジアム神戸)、先発登板で8回4失点　※史上103人目
- 1000奪三振：1993年5月8日、対近鉄バファローズ4回戦（米子市民球場）、5回表にR・J・レイノルズから　※史上88人目

その他の記録
- オールスターゲーム出場：2回（1987年、1990年）

### 背番号
- 12（1982年 - 1994年）
- 43（1995年）
- 124（2006年 - 2008年）

## 関連情報

### 出演番組
- ラジオ関西ジャイアンツナイター
- J SPORTS STADIUM
- サンテレビボックス席
- おききのラジオは山沖です（KBS滋賀）